# Astronesthes
Astronesthes is een geslacht van straalvinnige vissen uit de familie van Stomiidae. Het geslacht is voor het eerst wetenschappelijk beschreven in 1845 door John Richardson.
Deze zeevissen hebben een min of meer lange baarddraad aan de onderkaak, die bioluminescerend is. Die gebruiken ze om prooien te lokken.

## Soorten
- Astronesthes atlanticus Parin & Borodulina, 1996
- Astronesthes bilobatus Parin & Borodulina, 1996
- Astronesthes boulengeri Gilchrist, 1902
- Astronesthes caulophorus Regan & Trewavas, 1929
- Astronesthes chrysophekadion (Bleeker, 1849)
- Astronesthes cyaneus (Brauer, 1902)
- Astronesthes decoratus Parin & Borodulina, 2002
- Astronesthes dupliglandis Parin & Borodulina, 1997
- Astronesthes exsul Parin & Borodulina, 2002
- Astronesthes fedorovi Parin & Borodulina, 1994
- Astronesthes formosana Liao, Chen & Shao, 2006
- Astronesthes galapagensis Parin, Borodulina & Hulley, 1999
- Astronesthes gemmifer Goode & Bean, 1896
- Astronesthes gibbsi Borodulina, 1992
- Astronesthes gudrunae Parin & Borodulina, 2002
- Astronesthes haplophos Parin & Borodulina, 2002
- Astronesthes ijimai Tanaka, 1908
- Astronesthes illuminatus Parin, Borodulina & Hulley, 1999
- Astronesthes indicus Brauer, 1902
- Astronesthes indopacificus Parin & Borodulina, 1997
- Astronesthes karsteni Parin & Borodulina, 2002
- Astronesthes kreffti Gibbs & McKinney, 1988
- Astronesthes lamellosus Goodyear & Gibbs, 1970
- Astronesthes lampara Parin & Borodulina, 1998
- Astronesthes leucopogon Regan & Trewavas, 1929
- Astronesthes lucibucca Parin & Borodulina, 1996
- Astronesthes lucifer Gilbert, 1905
- Astronesthes luetkeni Regan & Trewavas, 1929
- Astronesthes lupina Whitley, 1941
- Astronesthes macropogon Goodyear & Gibbs, 1970
- Astronesthes martensii Klunzinger, 1871
- Astronesthes micropogon Goodyear & Gibbs, 1970
- Astronesthes neopogon Regan & Trewavas, 1929
- Astronesthes niger Richardson, 1845
- Astronesthes nigroides Gibbs & Aron, 1960
- Astronesthes oligoa Parin & Borodulina, 2002
- Astronesthes psychrolutes (Gibbs & Weitzman, 1965)
- Astronesthes quasiindicus Parin & Borodulina, 1996
- Astronesthes richardsoni (Poey, 1852)
- Astronesthes similus Parr, 1927
- Astronesthes spatulifer Gibbs & McKinney, 1988
- Astronesthes tanibe Parin & Borodulina, 2001
- Astronesthes tatyanae Parin & Borodulina, 1998
- Astronesthes tchuvasovi Parin & Borodulina, 1996
- Astronesthes trifibulatus Gibbs, Amaoka & Haruta, 1984
- Astronesthes zetgibbsi Parin & Borodulina, 1997
- Astronesthes zharovi Parin & Borodulina, 1998
- Astronesthes splendidus Brauer, 1902

V